# Kutasó
Kutasó ist eine ungarische Gemeinde im Kreis Pásztó im Komitat Nógrád.

## Geografische Lage
Kutasó liegt in Nordungarn, 12 Kilometer nordwestlich der Kreisstadt Pásztó an dem Fluss Kutasói-patak. Die höchste Erhebung der Gemeinde ist der 304 Meter hohe Kopanyica, der südlich des Ortes liegt. Nachbargemeinden sind Bokor, Cserhátszentiván und Herencsény.

## Geschichte
Im Jahr 1907 gab es in der damaligen Kleingemeinde 42 Häuser und 273 Einwohner auf einer Fläche von 1043 Katastraljochen. Sie gehörte zu dieser Zeit zum Bezirk Szirák im Komitat Nógrád.

## Sehenswürdigkeiten
- Evangelische Kirche, erbaut Anfang des 20. Jahrhunderts

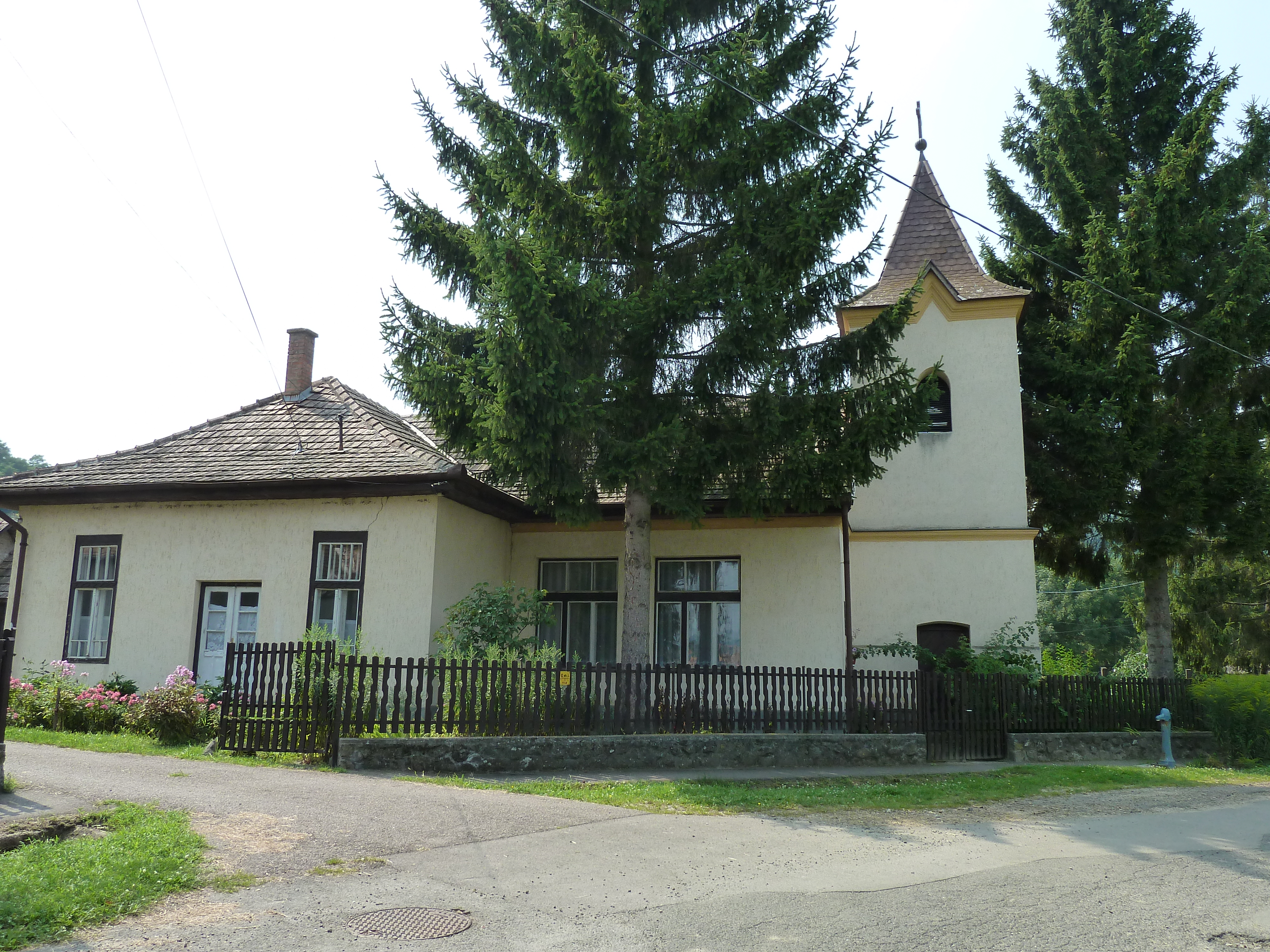
Evangelische Kirche

- Weltkriegsdenkmal

## Verkehr
Durch Kutasó verläuft die Nebenstraße Nr. 21147, die in südliche Richtung nach Bokor führt. Es bestehen Busverbindungen nach Bokor, Herencsény, Garáb und Pásztó, wo sich der nächstgelegene Bahnhof befindet.